# 脊唇斑叶兰
脊唇斑叶兰（学名：Goodyera fusca）为兰科斑叶兰属下的一个种。

## 扩展阅读
- 維基物種上的相關：脊唇斑叶兰